# Mallada personatus
Mallada personatus är en insektsart som först beskrevs av Navás 1934.  Mallada personatus ingår i släktet Mallada och familjen guldögonsländor. Inga underarter finns listade i Catalogue of Life.